# Tourist Trophy 1962
Il Tourist Trophy fu la terza prova del motomondiale 1962, nonché la 44ª edizione della prova.
Si svolse il 4, il 6 e l'8 giugno 1962 e vi corsero tutte le classi disputate in singolo (per le due classi maggiori si trattò della prima prova stagionale), nonché i sidecar. Gareggiarono per prime il 4 giugno la 250 e i sidecar, il 6 si svolsero le gare della 125 e della 350, l'8 giugno quelle della 50 e della 500; tutte le prove si svolsero sul Circuito del Mountain.
I vincitori furono tutti diversi: Gary Hocking si impose nella classe 500, Mike Hailwood nella 350 (entrambi in sella a MV Agusta), Derek Minter in 250, Luigi Taveri in 125 (entrambi su Honda), Ernst Degner nella 50 su Suzuki; l'equipaggio britannico Chris Vincent/Eric Bliss si impose tra i sidecar guidando una BSA.
Dopo essere finito in classifica a punti sia in 50 che in 125, il pilota australiano Tom Phillis trovò la morte in un incidente nella gara delle 350; nella stessa gara perì anche il pilota neozelandese Colin Meehan.
La morte di Phillis fu anche una delle cause che portarono alla decisione da parte del pilota rhodesiano Gary Hocking (vincitore della classe regina in questa occasione) di ritirarsi dalle gare motociclistiche.

## Classe 500
Al Senior TT, gara conclusiva del gran premio disputata venerdì 8 giugno, furono 64 i piloti alla partenza e 29 vennero classificati al termine della gara. Tra i piloti ritirati vi furono Alan Shepherd, Jack Findlay, Phil Read, Arthur Wheeler, Jack Ahearn, Derek Minter, Hugh Anderson e Mike Duff.

### Arrivati al traguardo (prime 20 posizioni)
| Pos. | Pilota               | Moto      | Tempo      | Punti |
| ---- | -------------------- | --------- | ---------- | ----- |
| 1    | Gary Hocking         | MV Agusta | 2h 11:13.4 | 8     |
| 2    | Ellis Boyce          | Norton    | +9:52.8    | 6     |
| 3    | Fred Stevens         | Norton    | +9:56.0    | 4     |
| 4    | Bert Schneider       | Norton    | +10:30.4   | 3     |
| 5    | Roy Ingram           | Norton    | +11:07.4   | 2     |
| 6    | Brian Setchell       | Norton    | +12:19.2   | 1     |
| 7    | Tom Thorp            | Norton    | +15:12.6   |       |
| 8    | Chris Conn           | Norton    | +15:27.0   |       |
| 9    | Derek Powell         | Matchless | +15:32.6   |       |
| 10   | Derek Woodman        | Matchless | +15:35.8   |       |
| 11   | William McCosh       | Matchless | +15:55.0   |       |
| 12   | Mike Hailwood        | MV Agusta | +16:14.0   |       |
| 13   | Peter R. Evans       | Matchless | +19:04.0   |       |
| 14   | George Purvis        | Matchless | +19:21.4   |       |
| 15   | John Simmonds        | Matchless | +19:34.2   |       |
| 16   | Brian Hornby         | Norton    | +20:27.8   |       |
| 17   | Sven-Olov Gunnarsson | Norton    | +20:37.0   |       |
| 18   | Roland Föll          | Matchless | +20:51.6   |       |
| 19   | Louis Carr           | Matchless | +21:26.4   |       |
| 20   | Derek Lee            | Matchless | +23:02.4   |       |

## Classe 350
La gara si è disputata il 6 giugno; allo Junior TT furono 73 i piloti alla partenza e 45 quelli classificati al termine della corsa. Tra i ritirati vi furono Derek Minter, Gyula Marsovszky, Bob McIntyre, Ralph Bryans e Jack Findlay.

### Arrivati al traguardo (prime 10 posizioni)
| Pos. | Pilota            | Moto      | Tempo      | Punti |
| ---- | ----------------- | --------- | ---------- | ----- |
| 1    | Mike Hailwood     | MV Agusta | 2h 16:24.2 | 8     |
| 2    | Gary Hocking      | MV Agusta |            | 6     |
| 3    | František Šťastný | Jawa      |            | 4     |
| 4    | Roy Ingram        | Norton    |            | 3     |
| 5    | Mike Duff         | AJS       |            | 2     |
| 6    | Hugh Anderson     | AJS       |            | 1     |
| 7    | Jim Redman        | Norton    |            |       |
| 8    | Fred Stevens      | Norton    |            |       |
| 9    | Ellis Boyce       | AJS       |            |       |
| 10   | Derek Woodman     | AJS       |            |       |

## Classe 250
Nel Lightweight TT, in programma il 4 giugno, furono 25 i piloti alla partenza e solo 7 quelli classificati al termine della prova. Tra i ritirati vi furono Bob McIntyre, Mike Hailwood, Gilberto Milani e Alan Shepherd.

### Arrivati al traguardo
| Pos. | Pilota         | Moto       | Tempo      | Punti |
| ---- | -------------- | ---------- | ---------- | ----- |
| 1    | Derek Minter   | Honda      | 2h 20:30.0 | 8     |
| 2    | Jim Redman     | Honda      |            | 6     |
| 3    | Tom Phillis    | Honda      |            | 4     |
| 4    | Arthur Wheeler | Moto Guzzi |            | 3     |
| 5    | Alberto Pagani | Aermacchi  |            | 2     |
| 6    | Dan Shorey     | Bultaco    |            | 1     |
| 7    | Fred Hardy     | REG        |            |       |

## Classe 125
Nell'Ultra-Lightweight TT, disputato il 6 giugno, furono 38 i piloti alla partenza e 20 classificati al traguardo. Tra i ritirati Mike Hailwood, Hugh Anderson, Kunimitsu Takahashi (vincitore delle prime due prove della stagione ma che, a causa dei danni subiti nell'incidente occorso, dovette essere assente dalle gare per tutto il resto della stagione), Frank Perris e Paddy Driver.

### Arrivati al traguardo (prime 10 posizioni)
| Pos. | Pilota           | Moto    | Tempo      | Punti |
| ---- | ---------------- | ------- | ---------- | ----- |
| 1    | Luigi Taveri     | Honda   | 1h 15:34.2 | 8     |
| 2    | Tommy Robb       | Honda   |            | 6     |
| 3    | Tom Phillis      | Honda   |            | 4     |
| 4    | Derek Minter     | Honda   |            | 3     |
| 5    | Jim Redman       | Honda   |            | 2     |
| 6    | Rex Avery        | EMC     |            | 1     |
| 7    | Stanislav Malina | ČZ      |            |       |
| 8    | Ernst Degner     | Suzuki  |            |       |
| 9    | Fred Stevens     | Bultaco |            |       |
| 10   | Michael O Rourke | Bultaco |            |       |

## Classe 50
Nella prima volta della classe di nuova istituzione al Tourist Trophy furono 33 i piloti alla partenza e 25 risulta abbiano passato la linea del traguardo. Tra i ritirati Bill Ivy.
Fu questa la prima vittoria di Ernst Degner per i colori della Germania Occidentale dopo il suo passaggio della Cortina di ferro e la prima assoluta per la casa motociclistica giapponese Suzuki. Fu anche questa l'occasione per vedere per la prima volta in una competizione iridata una donna pilota: l'onore toccò alla britannica Beryl Swain, classificatasi ventiduesima; per consentire la sua presenza in gara gli organizzatori avevano introdotto una modifica ai regolamenti vigenti, tale comportamento venne però sconfessato dalla FIM a fine anno, reintroducendo il divieto di partecipazione femminile alle gare in singolo.

### Arrivati al traguardo (prime 10 posizioni)
| Pos. | Pilota               | Moto     | Tempo      | Punti |
| ---- | -------------------- | -------- | ---------- | ----- |
| 1    | Ernst Degner         | Suzuki   | 1h 00:16.4 | 8     |
| 2    | Luigi Taveri         | Honda    |            | 6     |
| 3    | Tommy Robb           | Honda    |            | 4     |
| 4    | Hans-Georg Anscheidt | Kreidler |            | 3     |
| 5    | Mitsuo Itoh          | Suzuki   |            | 2     |
| 6    | Michio Ichino        | Suzuki   |            | 1     |
| 7    | Jan Huberts          | Kreidler |            |       |
| 8    | Seiichi Suzuki       | Suzuki   |            |       |
| 9    | Derek Minter         | Honda    |            |       |
| 10   | Sadao Shimazaki      | Honda    |            |       |

## Sidecar TT
Si trattò della 67ª prova disputata per le motocarrozzette dall'istituzione del motomondiale. Disputata il 4 giugno sulla distanza di 3 giri, furono 24 equipaggi alla partenza e 13 al traguardo. Con la vittoria della BSA si interruppe la serie di 22 vittorie consecutive della BMW. Il giro più veloce in gara fu dell'equipaggio Max Deubel/Emil Hörner su BMW che fu poi costretto al ritiro.

### Arrivati al traguardo (posizioni a punti)
| Pos | Pilota                | Passeggero     | Moto      | Tempo      | Punti |
| --- | --------------------- | -------------- | --------- | ---------- | ----- |
| 1   | Chris Vincent         | Eric Bliss     | BSA       | 1h 21:16.4 | 8     |
| 2   | Otto Kölle            | Dieter Hess    | BMW       |            | 6     |
| 3   | Colin Seeley          | Wally Rawlings | Matchless |            | 4     |
| 4   | Claude Lambert        | Alfred Herzig  | BMW       |            | 3     |
| 5   | Heinz Luthringshauser | Horst Knopp    | BMW       |            | 2     |
| 6   | Georg Auerbacher      | Josef Zach     | BMW       |            | 1     |